# سفارة السويد في الجزائر
السفارة السويدية في الجزائر هي البعثة الدبلوماسية للسويد في الجزائر، تقع السفارة في مدينة الجزائر وهي تهدف لتعزيز المصالح السويدية في الجزائر.

## تاريخ العلاقات
[بحاجة لمصدر]
تحافظ السويد على علاقات مع الجزائر منذ عام 1727، وتم إنشاء أول قنصلية سويدية في عام 1729، حيث كان كارل ريفتيليوس أول قنصل في الجزائر. تم توقيع أول اتفاقية ثنائية بين السويد والجزائر في عام 1729. تم افتتاح السفارة السويدية في الجزائر بعد استقلال الجزائر في عام 1962. كانت السفارة تخضع للقنصلية حتى عام 1968.
من عام 1968 حتى عام 1980، كان السفير السويدي معتمدًا أيضًا في باماكو، مالي. ومنذ عام 2012، تشترك السويد وبولندا في سفارات مشتركة. تمثل السفارة البولندية في الجزائر السويد في طلب تأشيرة شنغن. لا تقوم السفارة السويدية بإصدار تأشيرات.
في 24 يوليو 2023، استدعت الجزائر القائم بأعمال سفارة السويد في الجزائر للتعبير رسميا عن احتجاجها على تدنيس القرآن في ستوكهولم.

## وصلات خارجية
- قائمة سفارات السويد
- قائمة السفارات في الجزائر